# Pietro Micca

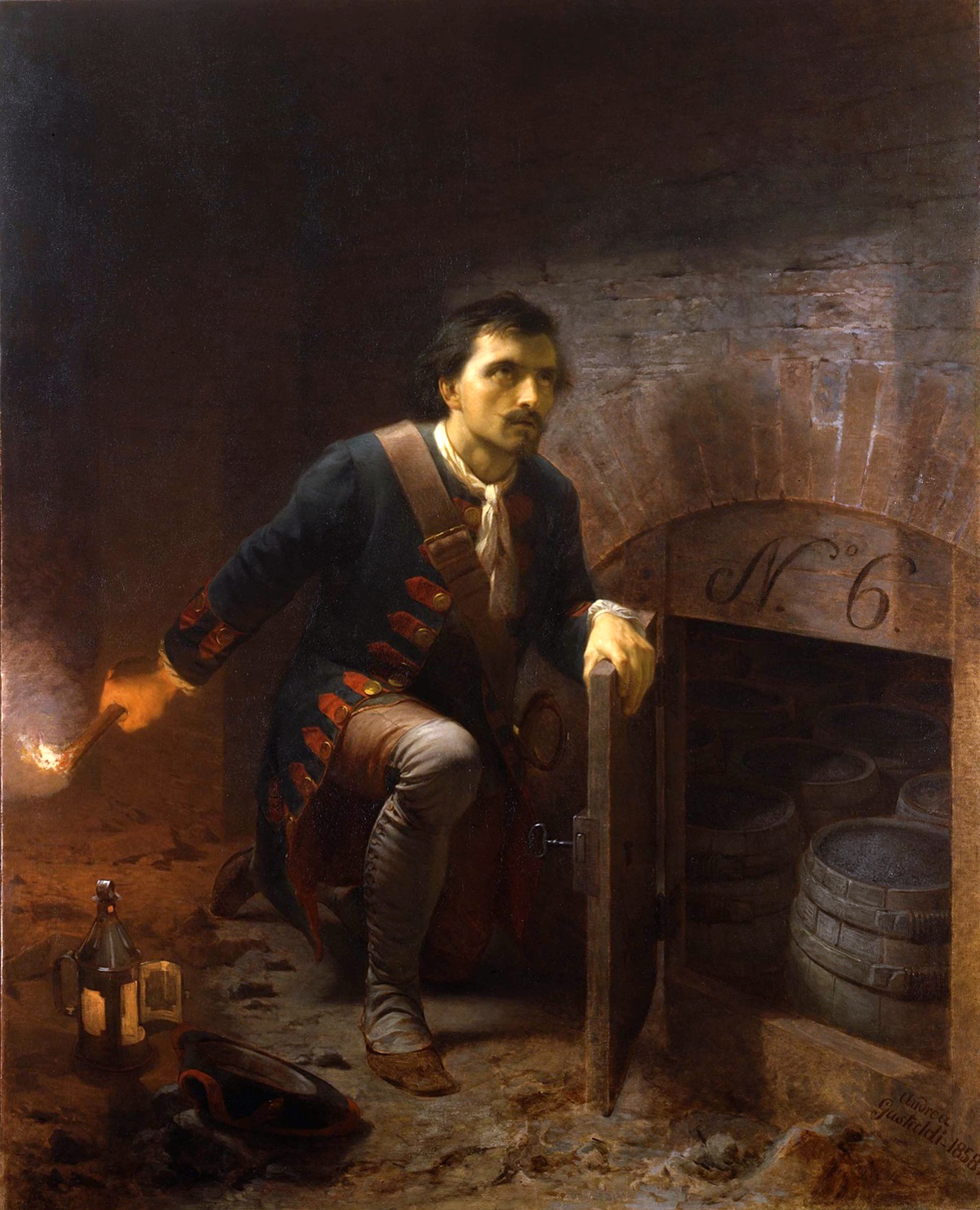
Pietro Micca

Pietro Micca (bürgerlich Pierre Micha; * 6. März 1677 in Sagliano bei Biella; † 30. August 1706 in Turin) war ein italienischer Soldat des piemontesischen Heeres. Während der Schlacht von Turin im Spanischen Erbfolgekrieg zündete er in einem Minengang eine Sprengladung, um einen französischen Einbruch in die Festung von Turin zu verhindern.

## Belagerung von Turin
Nach monatelangen Belagerungskämpfen gelang es französischen Einheiten in der Nacht vom 29. auf den 30. August 1706 im Vorfeld der Festung in einen der unterirdischen Minengänge einzudringen, wo sie versuchten eine schwere Tür aufzubrechen, um dann weiter in die Zitadelle vorzudringen. Micca bewachte diese Tür zusammen mit einem Kameraden.
Da den beiden klar wurde, dass sie einen französischen Durchbruch nicht verhindern konnten, beschlossen sie, ein in der Nähe befindliches Fass mit 20 kg Schießpulver in die Luft zu sprengen, um so den unterirdischen Gang zum Einsturz zu bringen. Da keine genügend lange Zündschnur zur Verfügung stand, schickte Micca seinen Kameraden weg und versuchte noch zu flüchten, jedoch ohne Erfolg. Seine Leiche fand man knapp 30 Meter vom Ort der Sprengung entfernt.
Unter anderem durch seine Tat scheiterte die französische Belagerung der Festung. Nach der Schlacht von Turin mussten sich die Franzosen ganz aus dem Piemont zurückziehen.

## Ehrungen
- In Turin gibt es heute das Pietro-Micca-Museum, in dem auch die Belagerung und die Schlacht von Turin dargestellt wird.
- Der italienische Regisseur Aldo Vergano drehte 1938 einen Spielfilm mit dem Titel Pietro Micca.
- Die italienische Marine benannte verschiedene Schiffe und U-Boote nach Micca:
  - Die Pietro Micca (Bj. 1876), ein Torpedo-Zerstörer der Lampo-Klasse
  - Die Pietro Micca (Bj. 1895), heute Museumsschiff
  - Die Pietro Micca (Bj. 1917) ein U-Boot der Micca-Klasse
  - Die Pietro Micca (Bj. 1935) ein Minenleger-U-Boot (Einzelschiff)